# Solaris (film din 1972)
Acest articol este despre film lui Andrei Tarkovski. Pentru alte semnificații vezi Solaris (dezambiguizare).

Afișul original al filmului

Solaris este un film SF sovietic regizat de Andrei Tarkovski și apărut în 1972. Filmul, care este o ecranizare a romanului cu același nume al lui Stanislav Lem, scriitor polonez de literatură științifico-fantastică, urmărește cu mare fidelitate acțiunea operei literare originale. Romanul Solaris aparține genului science fiction și este considerat ca făcând parte din marea literatură universală, alături de Seniorii războiului de Gérard Klein, de romanele fraților Strugațki, de seria Dune de Frank Herbert și de operele scriitorilor Isaac Asimov, Arthur C. Clarke etc.
Romanul lui Stanislav Lem Solaris a mai fost ecranizat ulterior, Solaris, în 2002, în Statele Unite, de către Steven Soderbergh, avându-i ca protagoniști pe George Clooney în rolul lui Kris Kelvin și pe Natascha McElhone.
A fost recompensat cu Premiul Special al Juriului al Festivalului de la Cannes din 1972.

## Detalii tehnice
- Durata - 165 minute
- Durata unor versiuni difuzate în străinătate - 144 minute
- Perioada producerii - 1969-1972
- Anul difuzării - 1972
- Color.
- Scenariul - Andrei Tarkovski, Friedrich Gorenstein, după romanul omonim al lui Stanislaw Lem
- Imaginea - Vadim Iusov
- Decorurile - Mihail Romadin
- Muzica - Eduard Artemiev și J.S. Bach (Preludiu coral în Fa minor)
- Montajul - Ludmila Feighinova.
- Distribuție - Donatas Banionis (Kris Kelvin), Natalia Bondarciuk (Harey), Iuri Iarvet (Snaut), Anatoli Solonițîn (Sartorius), Vladislav Dvorjețki (Berton), Nikolai Grinko (tatăl lui Kris), Sos Sargsian (Gibarian). Producător: Mosfilm.

## Povestea
Acțiunea, plasată într-un viitor nedefinit, urmărește itinerariul astronautului Kris Kelvin, trimis în misiune pe planeta Solaris pentru a elucida misterele observate de predecesorul său, pilotul Berton. Ca și ceilalți solaristicieni, Kris îl bănuiește pe Berton de lipsă de probitate științifică, tratând cu ironie avertismentele acestuia de a se purta „moral" cu planeta investigată.
Kris sosește la stația solariană, locuită de câțiva colegi, pe care o găsește însă într-o stare de semiabandon. Primirea lui este foarte rece și neprietenoasă. Sinuciderea recentă și inexplicabilă a cercetătorului Gibarian, precum și stagnarea prelungită a cercetărilor au creat o stare de descurajare în restul echipajului (format din Snaut și Sartorius). În plus, presupusa nevroză de care suferise Gibarian pare să-i fi copleșit și pe ceilalți membri, care se comportă ciudat: se pare că ei sunt vizitați - cu adevărat - de halucinații.
Kris află că fenomenele misterioase au apărut după iradierea Oceanului solarian cu un fascicul de raze X de înaltă energie (raze ucigașe pentru materia vie) - măsură interzisă de etica deontologică a cercetării științifice. Cu încetul se înțelege că Oceanul se răzbună acum, acționând similar asupra cercetătorilor, radiografiindu-le conștiința și materializându-le remușcările de conștiință. Din asta rezultă cele mai ciudate apariții, care îi dezvăluie pe astronauți și îi fac să se rușineze de propriile gânduri. În acest mod Kris este vizitat de materializarea sau „copia" fostei sale iubite Harey, de a cărei sinucidere se simte vinovat. Astfel retrăiește cu „ea” momente din trecutulul lor de pe Pământ. În ciuda „inumanității" de care este acuzată inițial de ceilalți, Harey pare a se umaniza treptat și a se elibera de dependența psihologică totală de Kris. Conflictele cu copia lui Harey se înmulțesc, Kris chiar o ucide, dar falsa Harey reapare din neantul remușcărilor lui ca și când nu s-ar fi întâmplat nimica.
Filmul își mută treptat centrul de greutate dinspre științifico-fantastic spre o dezbatere despre morala științei și despre adevăratele valori ale umanității. Scena finală îl prezintă pe Kris care se odihnește citind într-o colibă idilică și liniștită înconjurată de pomi, ca și când s-ar fi reîntors deja pe Pământ și ar fi uitat demult de toate necazurile. Dar imaginea se transformă încet într-o totală, se recunoaște brusc că de fapt coliba se află pe o insulă infimă în mijlocul Oceanului: se deduce că ea este doar o altă materializare a amintirilor lui Kris, care acum s-a împăcat cu situația de pe Solaris, de pe care nu se va mai reîntoarce niciodată.

## Producția

### Scenariu
În 1968, regizorul Andrei Tarkovski a avut două motive pentru adaptarea cinematică a romanului științifico-fantastic polonez, Solaris (1961), de Stanislaw Lem: în primul rând, el a admirat opera lui Lem. În al doilea rând, avea nevoie de muncă și de bani, pentru că filmul său anterior, Andrei Rubliov (1966), a fost respins, iar scenariul său, Ziua albă, alba zi, a fost respinsă (chiar dacă în 1975 va fi realizat ca Oglinda). Un film al unui roman de Stanislaw Lem, un scriitor popular și respectat în URSS, a fost o alegere comercială și artistică logică. Tarkovsky și Lem au colaborat și au rămas în comunicare despre adaptarea cinematică a romanului Solaris. Cu Fridrikh Gorenshtein, Tarkovsky a co-scris primul scenariu în vara anului 1969; două treimi din film a avut loc pe Pământ. Comitetului Mosfilm nu i-a plăcut și Lem a fost furios în privința acestei modificări inacceptabil de drastice a romanului său. Scenariul final care a dat naștere scenariului de film are mai puține acțiuni pe Pământ, iar căsătoria lui Kelvin cu cea de-a doua soție, Maria, a fost eliminată din poveste.
În literatura Solaris, Lem descrie inadecvarea științei prin faptul că permite oamenilor să comunice cu o formă de viață extraterestră, pentru că anumite forme, cel puțin, ale vieții extra-terestre senzoriale, pot funcționa bine în afara experienței și înțelegerii umane. În Solaris cinematografic, Tarkovsky se concentrează asupra sentimentelor lui Kelvin pentru soția sa, Hari, și asupra impactului explorării spațiului cosmic asupra condiției umane. Monologul lui Gibarian din capitolul al șaselea al romanului] este punctul culminant al scenei finale a bibliotecii, în care Snaut spune: "Nu avem nevoie de alte lumi, avem nevoie de oglinzi". Spre deosebire de roman, care începe cu zborul spatial al psihologului Kris Kelvin și se desfășoară în întregime pe Solaris, filmul prezinta vizita lui Kelvin în casa părinților săi în țară înainte de a părăsi Pământul pentru Solaris. Contrastul stabilește lumile în care trăiește - un Pământ viu vibrant, versus o stație spațială austeră, închisă în orbită pe planeta Solaris - care demonstrează și pune la îndoială impactul explorării spațiului asupra psihicului uman.

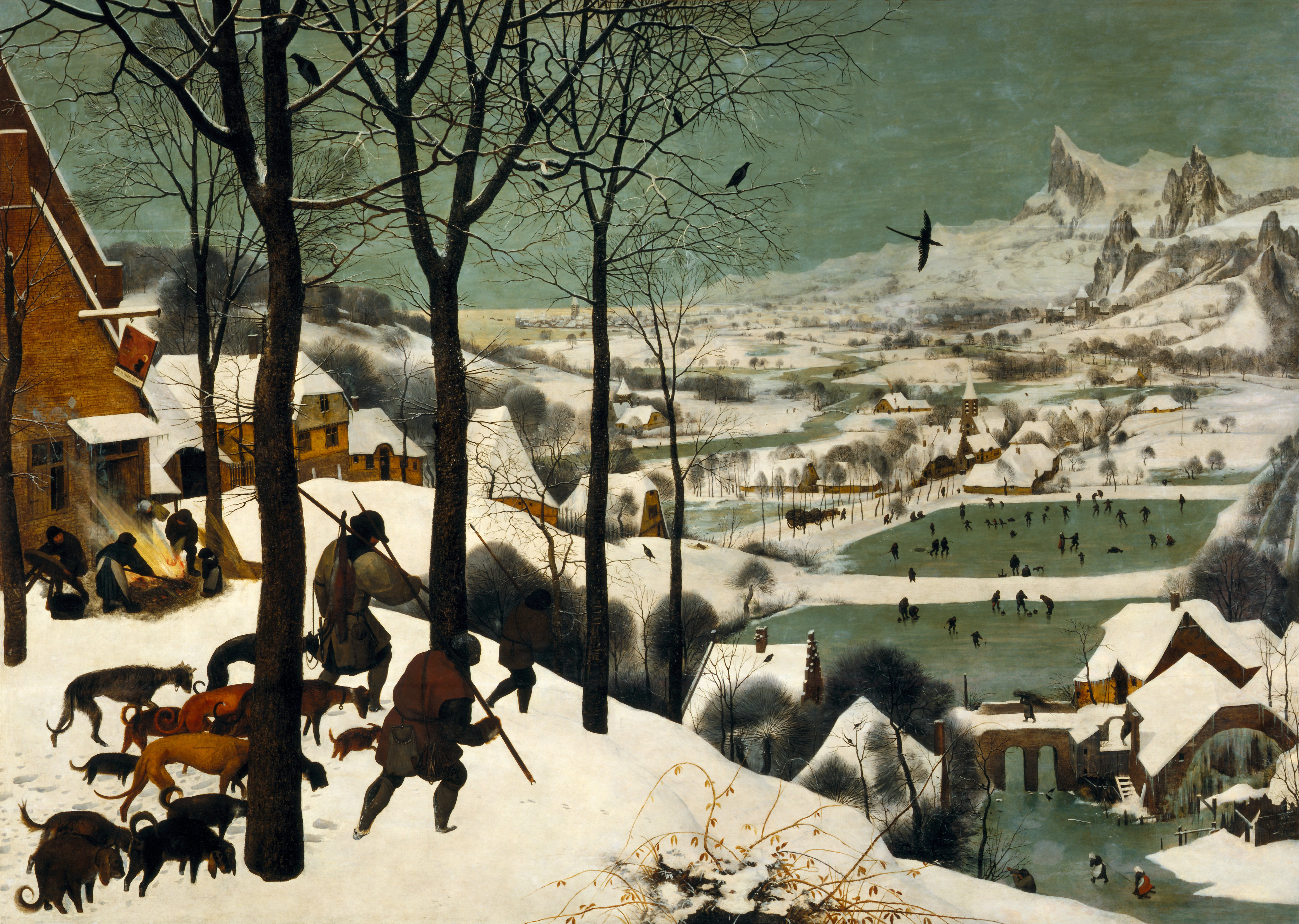
Detaliu din Vânătorii în zăpadă (1565) de Pieter Bruegel cel Bătrân

Decorul din Solaris include picturi ale vechilor maeștri. Interiorul stației spațiale este decorat cu reproduceri complete ale ciclului de pictare din Lunile (Vânătorii în zăpadă, Ziua însorită, Recoltarea fânului, Culegătorii și Reîntoarcerea turmei) din 1565, de către Pieter Bruegel cel Bătrân , și detalii despre Peisaj cu căderea lui Icarus și Vânătorii în zăpadă (1565). Scena cu Kelvin care îngenunchează în fața tatălui său și a tatălui care îl îmbrățișează face aluzie la revenirea fiului risipitor (1669) de către Rembrandt. Referințele și aluziile sunt eforturile lui Tarkovsky de a oferi în arta cinematografică o perspectivă istorică de secole, pentru a evoca sentimentul spectatorului că cinema este o artă matură.
Filmul face referire la filmul anterior lui Tarkovski din 1966, Andrei Rubliov, prin plasarea icoanei lui Andrei Rubliov în camera lui Kelvin. Formează astfel a doua parte, alături de următorul film al lui Tarkovski, "Oglinda", care a fost realizat în 1975 și care face referire la Andrei Rubliov cu un poster al filmului spânzurat pe un perete, într-o serie de trei filme ale lui Tarkovsky cu referire la Andrei Rubliov.

### Distribuția
Inițial, Tarkovski și-a dorit fosta soție, Irma Raush, ca Hari. După întâlnirea cu actrița suedeză Bibi Andersson în iunie 1970, însă, a decis că aceasta este actriță mai bună pentru rol. Dorind să lucreze cu Tarkovsky, Andersson și-a acceptat salariul în ruble. Cu toate acestea, Natalya Bondarchuk a fost în cele din urmă distribuită ca Hari. Tarkovsky o cunoscuse când erau studenți la Institutul de Stat pentru Cinematografie. Ea i-a sugerat romanul Solaris. Tarkovsky a audiat-o în 1970, dar a decis că era prea tânără pentru rol. În schimb, a recomandat-o regizorului Larisa Shepitko, care a distribuit-o în Tu și eu. După jumătate de an, Tarkovski a filmat acest film și a fost atât de plăcut surprins de performanța ei încât a decis să o distribuie pe Natalya Bondarchuk în rolul lui Hari.
Tarkovsky a distribuit actorul lituanian Donatas Banionis ca Kris Kelvin, actorul estonian Jüri Järvet ca Dr. Snaut, actorul rus Anatoly Solonitsyn ca Dr. Sartorius, actorul ucrainean Nikolai Grinko ca tată al lui Kelvin și Olga Barnet ca mama lui Kelvin. Anterior, regizorul a colaborat cu Solonitsyn, care a interpretat pe Andrei Rublev (1966), și cu Nikolai Grinko, care a apărut în Andrei Rubliov și în Copilăria lui Ivan (1962). Tarkovski credea că Solonitsyn și Grinko ar avea nevoie de asistență de regie suplimentară. După ce filmările au fost aproape finalizate, Tarkovsky a evaluat actorii și spectacolele: Bondarchuk, Järvet, Solonitsyn, Banionis, Dvorzhetsky și Grinko; el a scris, de asemenea, în jurnalul său că "Natalia B. a depășit toate așteptările." 

### Filmare
În vara anului 1970, Comitetul de Stat pentru Cinematografie al URSS (Goskino SSSR) a autorizat producția Solaris, cu o lungime de 4.000 de metri, echivalentă cu un timp de funcționare de două ore și douăzeci de minute. Exteriorul a fost fotografiat la Zvenigorod, lângă Moscova; interioarele au fost fotografiate la studiourile Mosfilm. Scenele pilotului Berton care conducea un oraș au fost fotografiate în Japonia, în septembrie și octombrie 1971, la Akasaka și Iikura din Tokyo. Planul original a fost să filmeze structuri futuriste de la Expo World '70, dar călătoria a fost întârziată. Înregistrările au început în martie 1971 cu directorul de imagine Vadim Yusov, care a fotografiat, de asemenea, filmele anterioare ale lui Tarkovky. Ei s-au certat atât de mult în legătură cu acest film încât au ajuns să nu mai lucreze niciodată împreună. Prima versiune a lui Solaris a fost finalizată în decembrie 1971.
Pământul, sursa senzuală a vieții și stația spațială sterilă care orbitează pe planeta Solaris, sunt contrastate cu imagini pline de viață a plantelor subacvatice, focului, zăpezii, ploii și a altor fenomene naturale. Un contrast similar apare la sfârșitul povestirii pe Solaris cu vizita "de iarnă" a lui Kelvin în casa tatălui său, cu un iaz înghețat, înconjurat de copaci goi. Peisajul mort al acestei insule pe Solaris contrastează cu scenele anterioare ale lacului de vară cu ierburi verzi sau ferigi care plutesc ușor în curentul de apă sub copaci înfloriți. Oceanul Solaris a fost creat cu acetonă, pulbere de aluminiu și coloranți. Mikhail Romadin a proiectat stația spațială ca fiind uzată, deteriorată și ponosită, nu lucioasă, curată și futuristă. Designerul și directorul au consultat inginerul de știință și aerospațiu Lupichev, care le-a împrumutat un calculator mainframe din anii 1960 pentru decorarea setului. Pentru unele dintre secvențe, Romadin a proiectat o cameră cu oglindă care a permis cameramanului, Yusov, să se ascundă într-o oglindă sferică, astfel încât să fie invizibil în pelicula finită. Akira Kurosawa, care a vizitat apoi studiourile Mosfilm, și-a exprimat admirația pentru proiectarea stației spațiale.

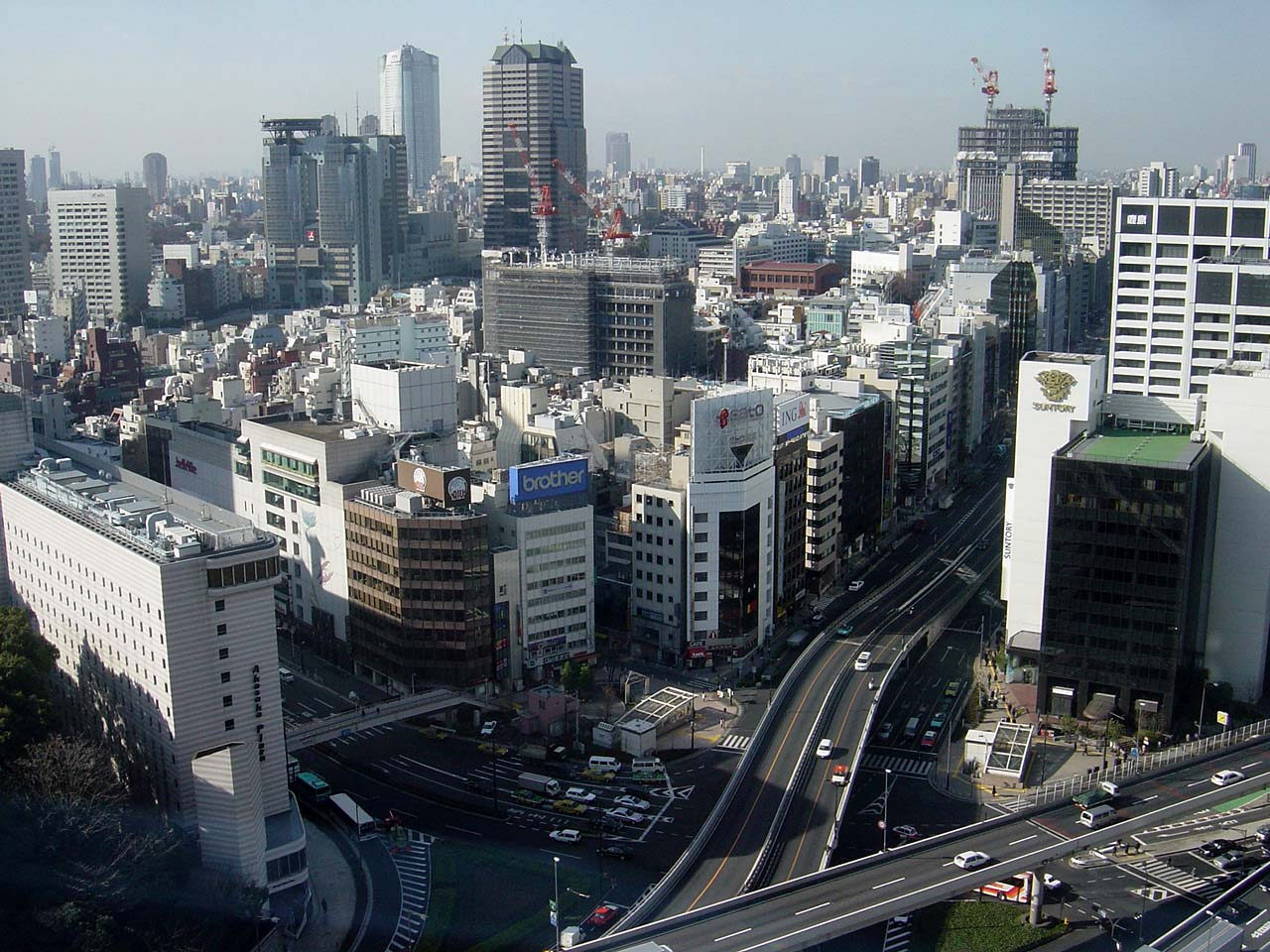
Solaris locale: Akasaka, Tokyo, orașul pe care îl traversează pilotul Henri Berton în mașina sa.

În ianuarie 1972, Comitetul de Stat pentru Cinematografie a solicitat modificări editoriale înainte de a aproba Solaris. Acestea au inclus un film mai realist, cu o imagine mai clară a viitorului și ștergerea aluziilor către Dumnezeu și creștinism. Tarkovsky a rezistat cu succes acestor schimbări majore, iar după câteva modificări minore Solaris a fost aprobat pentru lansare în martie 1972.

### Muzica
Coloana sonoră a filmului Solaris prezintă preludiul coralei lui Johann Sebastian Bach pentru orgă Ich ruf zu dir, Herr Jesu Christ, BWV 639, interpretat de Leonid Roizman și un scor electronic de Eduard Artemiev. Preludiul este tema muzicală centrală a lui Solaris. Tarkovski a vrut inițial ca filmul să fie lipsit de muzică și i-a cerut compozitorului Artemiev să orchestreze sunetele ambientale ca un scor muzical. Acesta din urmă a propus introducerea subtilă a muzicii orchestrale. În contrapunctul muzicii clasice, tema Pământului este muzica electronică fluidă ca temă pentru planeta Solaris. Caracterul lui Hari are propria sa subtemă, un cantus firmus bazat pe muzica lui J. S. Bach, care, în compoziția lui Artemiev, se aude la moartea lui Hari și la sfârșitul povestirii.

## Controversa Andrei Tarkovsky - Stanisław Lem
Solaris este un roman filosofic de ficțiune din 1961 al scriitorului polonez Stanisław Lem. Cartea se axează pe temele naturii memoriei umane, experienței și inadvertenței comunicării între speciile umane și non-umane. Romanul a fost transpus cinematografic de trei ori: în 1968, regizat de Boris Nirenburg, respectând îndeaproape cartea și menținând accentul pe planetă, mai degrabă decât relațiile umane; în 1972, în regia lui Andrei Tarkovski, respectând vag cartea și accentuând pe relațiile umane; și în 2002, regizat de Steven Soderbergh, cu George Clooney și produs de James Cameron, mergând de asemenea pe relațiile umane și neglijând temele sugerate de Lem. De altfel, Lem însuși a remarcat că niciuna dintre versiunile filmului nu se axează pe oceanul Solaris:
„… din ce cunosc eu, cartea nu este dedicată problemelor erotice ale oamenilor din spațiul cosmic … În calitate de autor al lui Solaris îmi voi permite să repet că am vrut numai să creez o viziune a unei întâlniri umane cu ceva care cu siguranță există într-o manieră puternică, dar nu poate fi redus la concepte, idei sau imagini umane. De aceea, cartea a fost intitulată ‘Solaris’ și nu ‘Iubirea în spațiul cosmic’.“ (Stanislaw Lem, Stația Solaris (8 decembrie 2002).
Tarkovsky recunoaște aceste diferende, afirmând:
„în contradicție cu ideea inițială a lui Lem, pentru că eu eram interesat de problemele vieții interioare, de probleme spirituale, ca să spun așa, și el era interesat de coliziunea dintre om și Cosmos, Necunoscutul cu literă mare „N”. Aceasta este ceea ce îl interesează. Într-un sens ontologic al cuvântului, în sensul problemei cunoașterii și al limitelor acestei cunoașteri – este vorba despre asta. El a spus chiar că omenirea a fost în pericol, că a existat o criză de cunoaștere atunci când omul nu mai simte … Această criză este în creștere, un bulgăre de zăpadă, ia forma diverselor tragedii umane, inclusiv ale oamenilor de știință.”
Diferența este evidentă și din explicația lui Tarkovski despre procesul de transpunere cinematografică a lui Solaris. Tarkovski a comentat romanul lui Lem:
„M-a atras doar pentru că pentru prima dată am întâlnit o lucrare despre care aș putea spune: ispășire, aceasta este o poveste a ispășirii. Ce este ispășirea? – Remușcare. Într-un sens clasic simplu al cuvântului – când rememorăm păcatele din trecut, păcatele, se transformă în realitate. Pentru mine acesta a fost motivul pentru care am realizat un astfel de film.”
În 1972, Tarkovsky a finalizat filmul Solaris. A lucrat la scenariu împreună cu Fridrikh Gorenshtein.
Tarkovsky și Lem au colaborat la adaptarea cinematografică a romanului.
Coloana sonora a filmului este preludiul coralei lui Johann Sebastian Bach pentru orgă, Ier ruf ‘zu dir, Herr Jesu Christ, BWV 639, interpretat de Leonid Roizman (tema centrală a filmului), și o compoziție electronică de Eduard Artemiev. Hari are propria sa subtemă muzicală, un cantus firmus de Artemiev inspirat de muzica lui J. S. Bach, care se aude la moartea lui Hari și la sfârșitul filmului.
Stanisław Lem a susținut că „nu mi-a plăcut niciodată versiunea lui Tarkovski.” (Lem 2012) Tarkovski ar fi mers atât de departe încât a produs mai degrabă Crimă și pedeapsă decât Solaris, omițând aspecte epistemologice și cognitive ale cărții sale. Pentru Tarkovsky, conflictul existențial expus de Lem a fost doar punctul de plecare pentru dezvoltarea vieții interioare a personajelor.

## Lansare
A fost lansat în anul 1973 și a avut parte de succes comercial, fiind vizionat de 10,5 milioane de spectatori în cinematografele din Uniunea Sovietică.

## Vezi și
- Listă de filme sovietice din 1972
- Listă de filme străine până în 1989